# L'Orlando innamorato raccontato in prosa
L'Orlando innamorato raccontato in prosa è un romanzo di Gianni Celati del 1994.

## Genesi
Secondo il modello di altre trascrizioni in prosa dei poemi classici italiani, come Orlando furioso di Ludovico Ariosto raccontato da Italo Calvino o la Gerusalemme liberata di Torquato Tasso raccontata da Alfredo Giuliani, questa specie di romanzo riscritto del poema cavalleresco Orlando innamorato di Matteo Maria Boiardo (rimasto interrotto nel 1494) è stato composto, come spiega l'autore nella premessa, per amore del leggere ad alta voce, secondo una tradizione appunto di scrittura che nasce dalla lettura e che va intesa come passione di lettore e come stimolo dell'immaginazione e del desiderio di scrivere.
Il Boiardo stesso leggeva ad alta voce il suo poema, man mano che andava componendolo, in recite nel suo castello di Scandiano o alla corte di Ercole I d'Este e forse per questo è "più vicino alle rappresentazioni teatrali che non ai romanzi odierni". Anche se la trascrizione in prosa (in 43 "puntate") fa perdere la sonorità dell'originale, la lettura del libro, da fare lentamente e con intervalli, "in compagnia di gente simpatica e non pedante", dovrebbe comunque portare a scacciare noia e cattivi pensieri.

## Capitoli
1. Apparizione di Angelica
2. Disfida alla Fonte del Pino
3. Il torneo della Pentecoste
4. Nella selva delle Ardenne
5. Il viaggio di Orlando
6. Gradasso in Spagna
7. Il viaggio di Ranaldo
8. Gradasso a Parigi
9. Il viaggio di Astolfo
10. Nel giardino della fata Dragontina
11. La battaglia di Albracca
12. Angelica in cerca di aiuto
13. Nove contro tutti
14. Gran tenzone di Orlando e Agricane
15. La Marfisa infuriata
16. Avventure nella selva
17. Le tre prove della fata Morgana
18. Guerra per Trufaldino
19. Gran tenzone di Orlando e Ranaldo
20. Agramante in Biserta
21. Avventure dei cavalieri dispersi
22. Nel giardino di Fallerina
23. Rodamonte sbarca in Francia
24. Le fatiche di Orlando
25. Brunello ad Albracca
26. Avventure alle Isole Lontane
27. Ruggero in campo
28. Astolfo rapito dalla fata Alcina
29. Nel paese dei Lestrigoni
30. Gran tenzone di Ranaldo e Rodamonte
31. Passaggio da Cipro
32. L'acqua dell'amore e del disamore
33. Avventure di Brandimarte e Fiordelisa
34. Battaglia coi diavoli
35. Carlo Magno salvato da Ranaldo
36. Agramante parte per la guerra
37. La zuffa di tutti i campioni
38. Gran tenzone di Orlando e Ruggero
39. Imprese di Mandricardo
40. Il collodrillo del Nilo
41. Ruggero e Bradamenate di incontrano
42. Liberazione di Orlando
43. Un amore di Fiordespina

Nell'epilogo, Celati porta il lettore su una strada tra Cento e Bondeno dove immagina passare il Boiardo, stranito dalla nebbia e circondato dai suoi personaggi tra i cespugli.

## Edizioni
- Gianni Celati, L'Orlando innamorato raccontato in prosa, Torino: Einaudi (coll. "I coralli" n. 13), 1994